# Aeglopsis
Aeglopsis Swingle è un genere di piante della famiglia delle Rutacee (sottofamiglia Aurantioideae).

## Tassonomia
Il genere comprende le seguenti specie:
- Aeglopsis beguei A.Chev.
- Aeglopsis chevalieri Swingle
- Aeglopsis eggelingii M.Taylor
- Aeglopsis mangenotii A.Chev.